# National Basketball League 1942-1943
La stagione di National Basketball League 1942-1943 fu la sesta nella storia della National Basketball League. Vinsero il titolo i Sheboygan Red Skins.

## Risultati

### Stagione regolare
| Squadra                     | V  | P  | %    |
| --------------------------- | -- | -- | ---- |
| Fort Wayne Zollner Pistons  | 17 | 6  | 73,9 |
| Sheboygan Red Skins         | 12 | 11 | 52,2 |
| Oshkosh All-Stars           | 11 | 12 | 47,8 |
| Chicago Studebaker Flyers   | 8  | 15 | 34,8 |
| Toledo Jim White Chevrolets | 0  | 4  | 0,00 |

### Play-off
|  | Semifinali Al meglio delle tre partite | Semifinali Al meglio delle tre partite | Semifinali Al meglio delle tre partite | Semifinali Al meglio delle tre partite | Semifinali Al meglio delle tre partite |  |  | Finale Al meglio delle tre partite | Finale Al meglio delle tre partite | Finale Al meglio delle tre partite | Finale Al meglio delle tre partite | Finale Al meglio delle tre partite |  |
|  |                                        |                                        |                                        |                                        |                                        |  |  |                                    |                                    |                                    |                                    |                                    |  |
|  | 1                                      | Ft. Wayne Pistons                      | 49                                     | 32                                     | 44                                     |  |  |                                    |                                    |                                    |                                    |                                    |  |
|  | 4                                      | Chicago S.F.                           | 37                                     | 45                                     | 32                                     |  |  | 1                                  | Ft. Wayne Pistons                  | 50                                 | 50                                 | 29                                 |  |
|  | 2                                      | Sheb. Red Skins                        | Sheb. Red Skins                        | 50                                     | 56                                     |  |  | 2                                  | Sheb. Red Skins                    | 55                                 | 45                                 | 30                                 |  |
|  | 3                                      | Oshkosh All-Stars                      | Oshkosh All-Stars                      | 26                                     | 47                                     |  |  |                                    |                                    |                                    |                                    |                                    |  |

## Vincitore
| Campione NBL 1942-1943          |
| ------------------------------- |
| Sheboygan Red Skins (1º titolo) |

## Premi NBL
- NBL Most Valuable Player: Bobby McDermott, Fort Wayne Zollner Pistons
- NBL Rookie of the Year: Ken Buehler, Sheboygan Red Skins
- NBL Coach of the Year: Carl Roth, Sheboygan Red Skins
- All-NBL First Team
  - Curly Armstrong, Fort Wayne Zollner Pistons
  - Ed Dancker, Sheboygan Red Skins
  - Bobby McDermott, Fort Wayne Zollner Pistons
  - Charley Shipp, Oshkosh All-Stars
  - Ralph Vaughn, Oshkosh All-Stars
- All-NBL Second Team
  - Sonny Boswell, Chicago Studebaker Flyers
  - Jerry Bush, Fort Wayne Zollner Pistons
  - Leroy Edwards, Oshkosh All-Stars
  - Buddy Jeannette, Sheboygan Red Skins
  - Ken Suesens, Sheboygan Red Skins